# Аджиев, Алибек Муцалханович
Алибек Муцалханович Аджиев (20 февраля 1936, Хамавюрт — 11 февраля 2017) — советский и российский ученый в области экологии и агротехники винограда. Доктор сельскохозяйственных наук с 1979 года, профессор с 1982 года. По национальности — кумык. 

## Биография
Родился 20 февраля 1936 года в селе Хамавюрт Хасавюртовского района Дагестанской АССР . Член КПСС с 1959 года. В 1960 году окончил агрономический факультет Дагестанского сельскохозяйственного института и стал работать главным агрономом, а затем и председателем колхоза «Красный партизан». В 1965 году защитил кандидатскую диссертацию в Московской сельскохозяйственной академии имени К. А. Тимирязева . В 1965—1967 годах — директор совхоза «Родина» Хасавюртовского района.
В 1967 году избран 2-м секретарем, а в 1968 году — 1-м секретарем Хасавюртовского РК КПСС. В 1968—1974 годах был членом Дагобкома КПСС.
С конца 1973 по 1996 год — заведующий кафедрой виноградарства, технологии хранения и переработки сельскохозяйственных продуктов Дагестанского сельскохозяйственного института. В 1979 году защитил докторскую диссертацию в Кишиневе .
Избирался депутатом Верховного Совета Дагестанской АССР 8-го созыва (1970—1974 годы).
В 1992 году избран президентом Республиканской общественно-экономической ассоциации «Возрождение». Баллотировался в члены Совета Федерации в 1993 году и в депутаты Государственной Думы РФ в 1995 году.
С 1996 года — Генеральный директор Дагестанского научно-исследовательского, проектно-технологического института виноградарства, садоводства и мелиорации «Агроэкопроект».
В декабре 1998 года избран действительным членом (академиком) Международной академии виноградарства и виноделия . В том же году избран членом Совета Старейшин при Госсовете Дагестана. В 2000 году возглавил Союз виноградарей и садоводов Дагестана и стал председателем общества дружбы и сотрудничества «Дагестан-Чечня». Был председателем Совета старейшин кумыкского Национального Совета.
Умер 11 февраля 2017 года.

## Научная деятельность
Разработал научные основы ряда проблем виноградарства применительно к специфическим условиям Дагестана. Им проведена научно обоснованное агроклиматический районирования, специализация и микрорайонирования виноградарства и виноделия; экологический прогноз районирования и размещения филлоксероустойчивых подвоев; выявлены закономерности роста и развития виноградного растения при вертикальной зональности, возможности расширения северной границы неукрывного виноградарства; изучены и разработаны методы улучшения микро- и фитоклимата виноградных насаждений и др. Автор более 400 научных работ, 15 монографий и 5 авторских свидетельств на изобретение.

## Награды
- Заслуженный деятель науки Дагестанской АССР (с 1982 года)
- Заслуженный деятель науки Российской Федерации (с 1998 года)
- Орден Октябрьской Революции (1973),
- Орден Трудового Красного Знамени (1971),
- Орден «Знак Почёта» (1966, за успехи в развитии садоводства).
- Серебряная медаль ВДНХ СССР.

## Память
Имя ученого в 2017 году присвоено общеобразовательной школе в его родном селе Хамавюрте, а также названа одна из улиц села.